# Ropica tongae
Ropica tongae là một loài bọ cánh cứng trong họ Cerambycidae.